# Kleinkarlbach
Kleinkarlbach là một xã thuộc xã tập thể of Grünstadt-Land
thuộc huyện Bad Dürkheim ở bang Rheinland-Pfalz 
tây nam Đức.
Kleinkarlbach là khu vực trồng nho ở Palatinate nằm bên rìa rừng Palatinate.